# شاي الليمون المجفف
شاي الليمون المجفف ، المعروف أيضًا باسم شاي نومي بصرة، أو شاي لومي، شاي أعشاب مصنوع من الليمون المجفف التقليدي في الدول العربية في الخليج العربي والعراق.

## تحضير
يُصنع شاي الليمون عن طريق تكسير حبات الليمون المجفف إلى عدة قطع وإزالة البذور، أو يتم وخزه فقط، ويتم غلي قشوره في الماء لمدة 15 إلى 30 دقيقة حتى يغلي. بعد ذلك، يتم تصفيته وتحلية الشاي بالسكر. في بعض الأحيان، قد يُفضل العسل بدلاً من ذلك ويمكن أيضًا إضافة خيوط الزعفران.